# Blakely (Pensilvânia)
Blakely é um distrito localizado no estado norte-americano de Pensilvânia, no Condado de Lackawanna.

## Demografia
Segundo o censo norte-americano de 2000, a sua população era de 7027 habitantes. 
Em 2006, foi estimada uma população de 6810, um decréscimo de 217 (-3.1%).

## Geografia
De acordo com o United States Census Bureau tem uma área de 
10,0 km², dos quais 10,0 km² cobertos por terra e 0,0 km² cobertos por água.

## Localidades na vizinhança
O diagrama seguinte representa as localidades num raio de 4 km ao redor de Blakely. 